# Polydora abranchiata
Polydora abranchiata är en ringmaskart som beskrevs av Hartman 1953. Polydora abranchiata ingår i släktet Polydora och familjen Spionidae. Inga underarter finns listade i Catalogue of Life.